# Seon
Seon és un municipi del cantó d'Argòvia (Suïssa), situat al districte de Lenzburg. El 2023 tenia 5.571 habitants.